# 青森市立浪岡野沢小学校
青森市立浪岡野沢小学校（あおもりしりつ なみおかのざわしょうがっこう）は、青森県青森市浪岡（旧南津軽郡浪岡町）にある公立小学校。

## 基礎情報
- 所在地 - 浪岡大字吉野田字平野52-1

## 沿革
- 1892年（明治25年）7月1日 - 樽沢簡易小学校と日新簡易小学校が合併し、郷山前村に『野沢尋常小学校』発足。
- 1903年（明治36年）7月 - 校舎新築。
- 1908年（明治41年）4月 - 高等科を併置し、『野沢尋常高等小学校』と改称。
- 1941年（昭和16年）4月1日 - 国民学校令により、『野沢国民学校』と改称。
- 1947年（昭和22年）4月1日 - 学校教育法（旧法）施行により、『野沢村立野沢小学校』と改称。同日、野沢中学校を併置し、高等科生を中学校に移籍[1]。
- 1950年（昭和25年）12月11日 - 野沢中学校が、新校舎へ移転分離[1]。
- 1954年（昭和29年）12月15日 - 野沢村が浪岡町に合併された為、『浪岡町立野沢小学校』と改称。
- 1959年（昭和34年）5月8日 - 新校舎落成式挙行[1]。
- 1964年（昭和39年） - 学区変更により、銀（しろがね）学区が女鹿沢小学校に編入。
- 1997年（平成9年）11月21日 - 現校舎が完成し、新校舎落成記念式典挙行。
- 2005年（平成17年）4月1日 - 浪岡町が青森市に合併された為、『青森市立』に変更。ただし、旧青森市にも野沢小学校があることから、『浪岡野沢小学校』に名称変更[2]。

## 学区
出典
- 吉野田（字吉野、字熊沢、字平野、字木戸口、字樋田、字荷越沢、字岡田、字螢沢、字鎧沢、字鳥取長根）
- 郷山前（字山井、字上野、字村元、字永原、字永井）
- 樽沢（字里美、字萢里見、字上野、字村元、字新里）
- 下石川（字平野、字岡田）

## 参考資料
- 『浪岡町史 第四巻』（浪岡町・2004年12月15日発行）「第Ⅶ部 21世紀を迎えて・第4章 ゆたかな教育・第三節 小学校・二 現在の小学校」の558頁から559頁「野沢小学校」

## アクセス
- JR奥羽本線浪岡駅から、
  - 車で、約3.8km・約8分。
  - 弘南バス黒石 - 高野線 （馬場尻経由）に乗車し、「中岱」バス停下車後、徒歩約400m・約6分。
- 東北自動車道浪岡IC（国道7号浪岡バイパス経由）から、車で約5.3km・約10分。

## 周辺
- 熊沢溜池
- 青森県道34号五所川原浪岡線